# Fourth-party logistics
Fourth-party Logistics (4PL) ou quarteirização logística é definido como tendo um papel de integrador e agente colaborativo na cadeia de abastecimento (Langley et al., 2005) citado por Vivaldini et al. (2006, p. 3).
Os 4PLs possuem capital intelectual, capacidade tecnológica e ferramentas de gestão. Embora não tendo activos operacionais, eles são os gestores de todo o processo logístico, actuando também na gestão de mudanças. O 4PL funciona também de uma forma neutral, assumindo a gestão do processo logístico independentemente dos fornecedores, transportes e armazéns utilizados. A ampla informação sobre a procura ao longo da cadeia de abastecimento, os avanços no que aos serviços diz respeito, juntamente com a vontade da partilha de riscos e benefícios, tornam-se factores relevantes na consolidação do conceito junto do mercado (Neves, 2005).

## Principais atributos
Principais características referidas (Neves, 2005):
- Relacionamento estratégico;
- Conhecimento da cadeia de abastecimento;
- Partilha de riscos e benefícios;
- Capacidade tecnológica;
- Capacidade de adaptação, colaboração e flexibilidade.

## Motivos para a utilização
- Redução de custos - partindo do pressuposto que as tradicionais parcerias de outsourcing ou tercerização tendem a concentrar-se única e exclusivamente na redução de custos e na transferência de recursos, o vendedor 4PL assume um papel fundamental na cadeia de abastecimento, funcionando como elo com o cliente, promovendo a integração na cadeia de abastecimento através do aumento dos benefícios e da redução dos custos (Kutlu, 2007, p. 23).
- Valor acrescentado - visto o contínuo crescimento de aquisições, fusões e alianças entre fabricantes e retalhistas, ao vendedor 4PL cabe uma posição de acrescentar valor nas relações de comunicação e coordenação entre os diversos prestadores de serviços (Kutlu, 2007, p. 27).
- Resolução dos problemas existentes no 3PL - grande parte dos prestadores de serviços 3PL consolidaram as suas posições com os transportes e armazéns provenientes dos seus próprios recursos. O que parecia ser a grande vantagem do 3PL, poderá no entanto ser uma fraqueza em comparação com os vendedores 4PL que conseguem optimizar os seus recursos (Kutlu, 2007, p. 30).
- Partilha da informação - o vendedor 4PL promove uma melhoria significativa na partilha de informação entre os diversos intervenientes da cadeia de abastecimento, sendo esta mais abrangente já que envolve clientes e fornecedores e as políticas a adoptar (Kutlu, 2007, p. 34).
- Gestão colaborativa - no sentido de estabelecer e promover a colaboração ao longo da cadeia de abastecimento, o 4Pl enquanto identidade, torna-se numa ferramenta útil na coordenação e controlo desta política de colaboração (Kutlu, 2007, p. 37).
- Desempenho - desempenho que neste caso poder-se-à definir como a agilidade que a organização terá para, através do conhecimento do mercado, explorar oportunidades rentáveis (Kutlu, 2007,p. 39).

## Desvantagens
Principais riscos na passagem de 3PL para 4PL, vistos por Vivaldini et al. (2006, p. 4):
- Utilização de estratégias ainda associadas ao 3PL que podem já não corresponder às expectativas dos clientes;
- Desgaste nas relações de parceria devido à implementação de novas políticas;
- A forte concorrência, associada no entanto à quase nula imposição de barreiras à entrada no mercado;
- Risco resultante da associação de diferentes modelos de negócio e mercado numa mesma organização.